# Insígnies de l'Exèrcit dels Estats Units

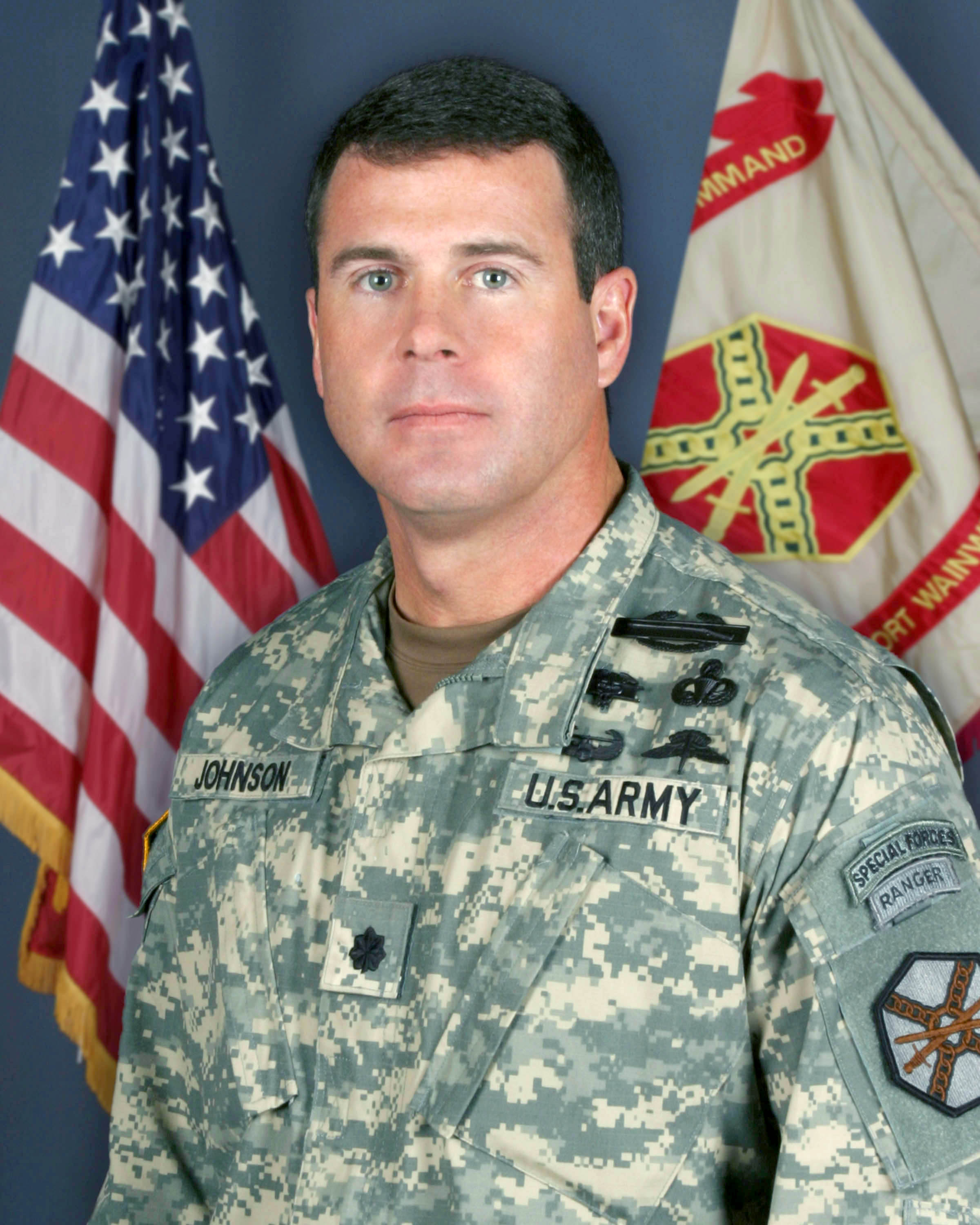
Insígnies i xarreteres d'espatlla sobre l'uniforme d'un tinent coronel.

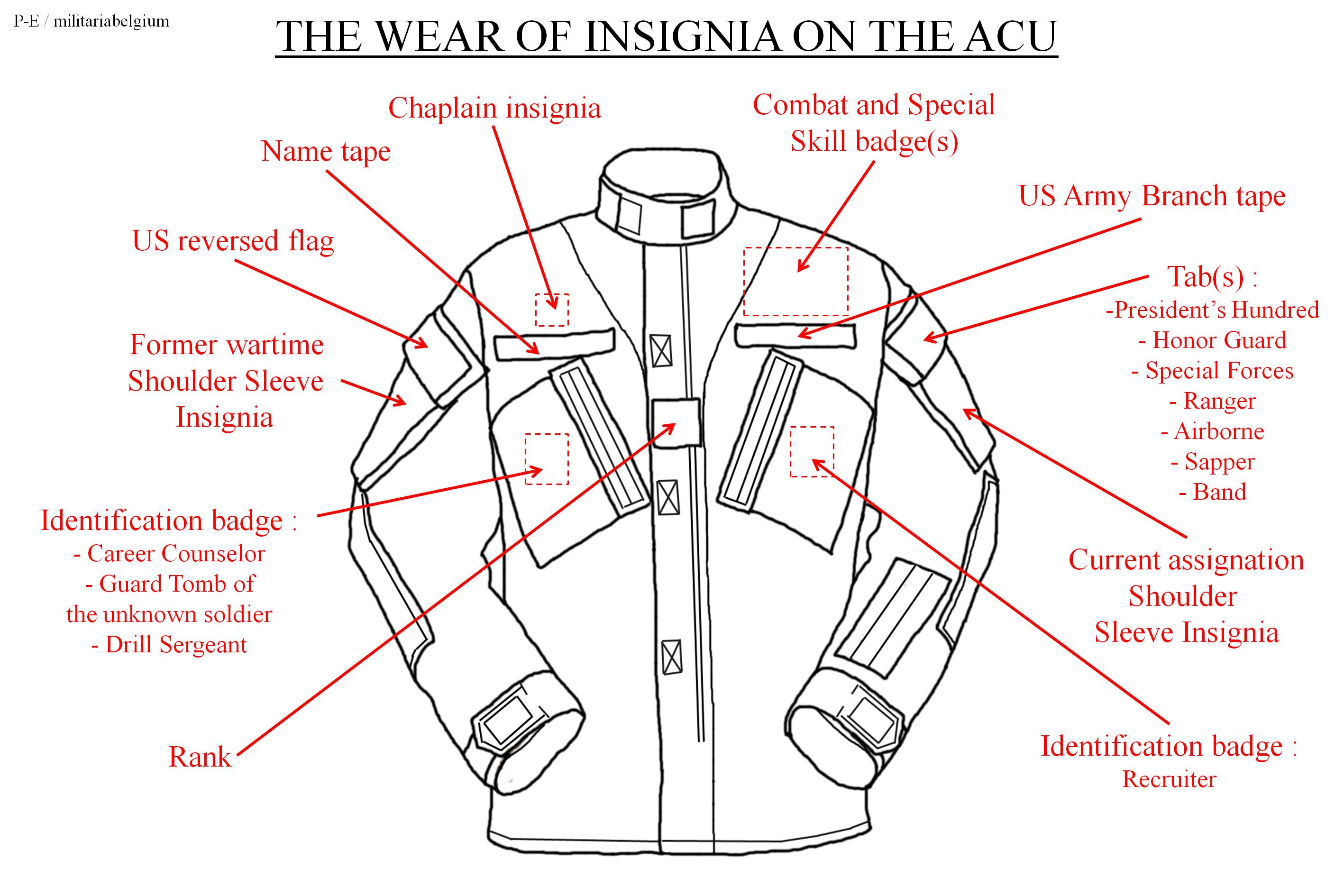
Com es llueixen les insígnies sobre l'uniforme avançat de combat.

Les Insígnies de l'Exèrcit dels Estats Units són les insígnies atorgades per l'Exèrcit dels Estats Units als soldats que assoleixen una sèrie de qualificacions i requisits mentre que serveixen en actiu o a la reserva.
Com es descriu a la Normativa de l'Exèrcit 670-1 Uniformes i Insígnies, les insígnies estan categoritzades en "punteria", "combat i habilitats especials", "identificació" i "estranger". Les insígnies de Combat i d'Habilitats Especials se subdivideixen en 5 "grups.
Els soldats estan autoritzats a lluir fins a 5 insígnies de les categories de punteria i combat i habilitats especials; no més de 3 poden ser de la categoria de punteria, només una de cadascun dels grups 1, 2 i 3, i dues del grup 5. Només es poden lluir dues insígnies d'identificació sobre cada butxaca.
Aquestes insígnies es llueixen en ordre de precedència (el Grup 1 és el màxim). Les insígnies de punteria es llueixen després de qualsevol insígnia d'habilitat. Les insígnies del mateix grup es poden lluir en qualsevol ordre.
L'Exèrcit dels Estats Units té les següents insígnies (llistades a continuació en ordre de grup de precedència), que es llueixen conjuntament amb les insígnies de graduació i de branca.

## Insígnies i Xarreteres de Combat i Habilitats Especials

### Grup 1

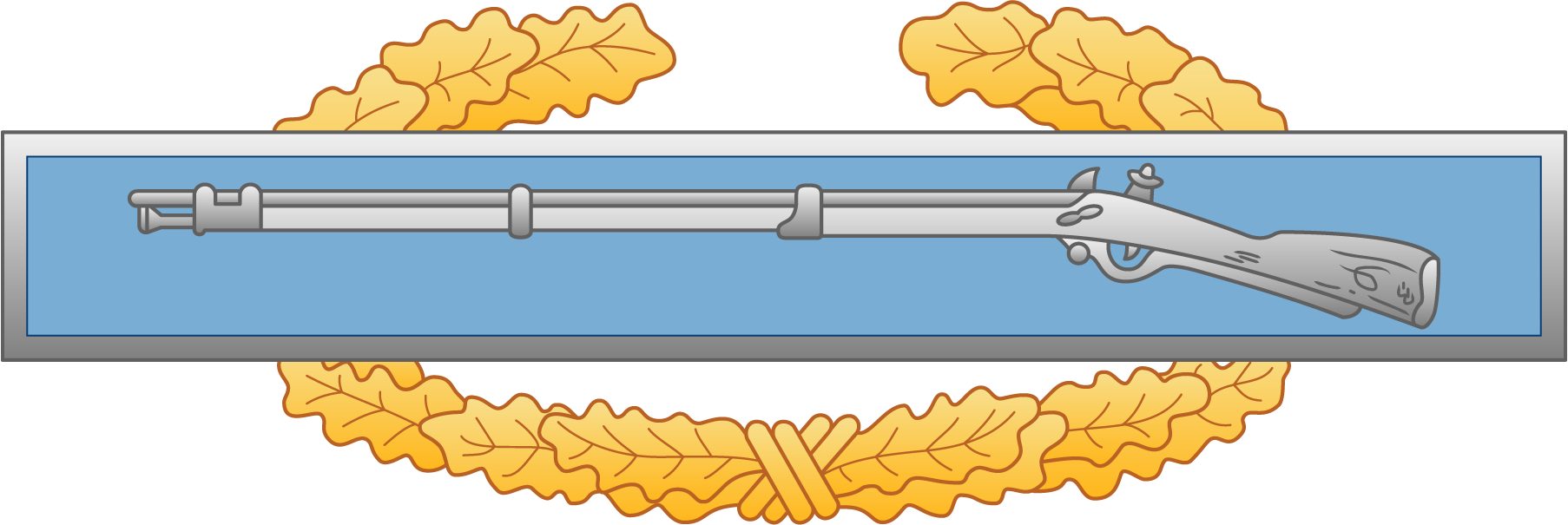
Insígnia de Mestre d'Infanteria de Combat
Insígnia d'Infanteria de Combat
Insígnia d'Expert d'Infanteria
Insígnia d'Acció de Combat

### Grup 2

Insígnia de Metge de Combat
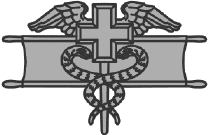
Insígnia d'Expert Mèdic de Combat

### Grup 3

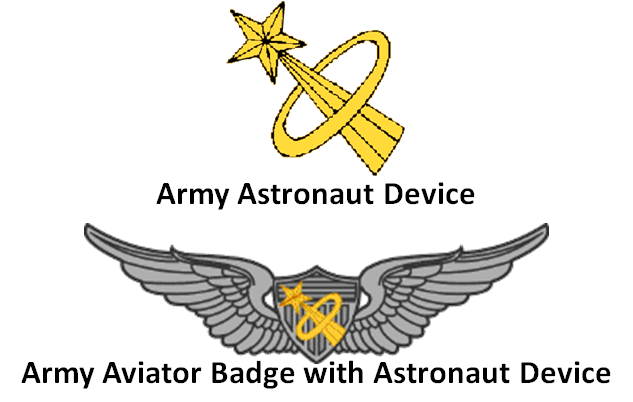
Insígnia d'Astronauta de l'Exèrcit (Qualsevol insígnia d'aviació de l'exèrcit amb distintiu d'astronauta)
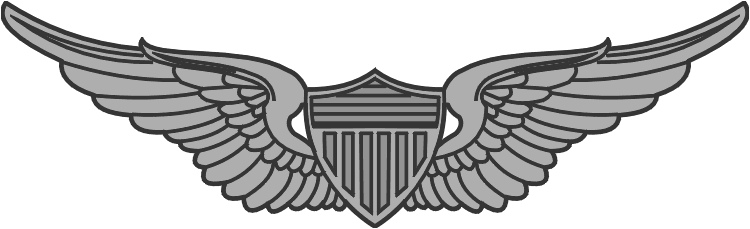
Insígnia d'Aviador de l'Exèrcit
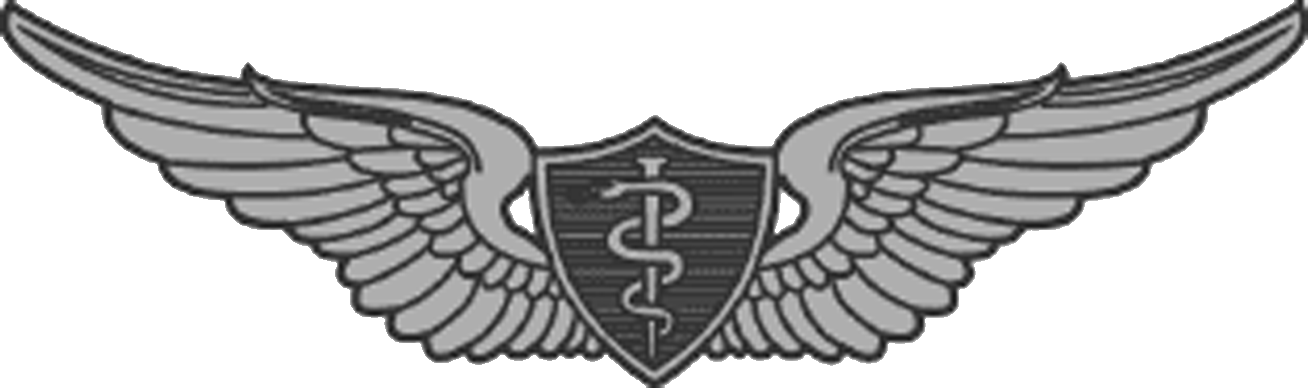
Insígnia de Cirurgià de Vol
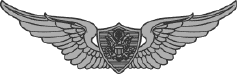
Insígnia de Tripulant de Vol
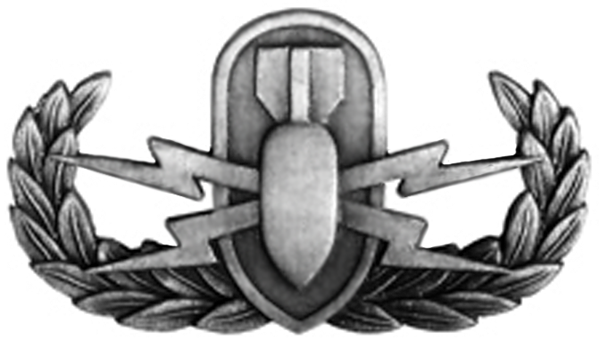
Insígnia d'Eliminació d'Artefactes Explosius

### Grup 4

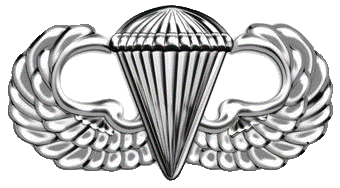
Insígnia de Paracaigudista
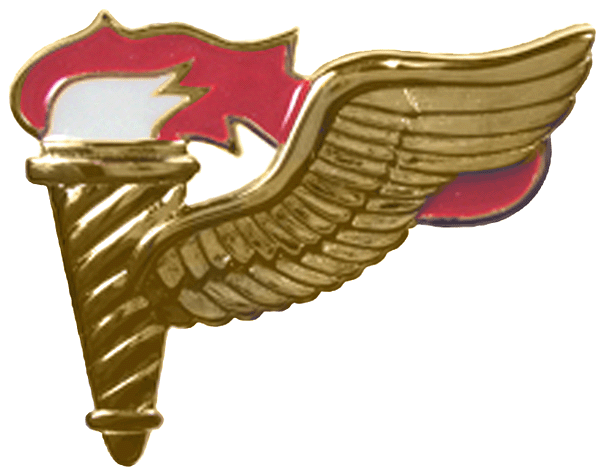
Insígnia d'Explorador
Insígnia d'Assalt Aeri
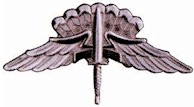
Insígnia de Paracaigudista Militar de Caiguda Lliure
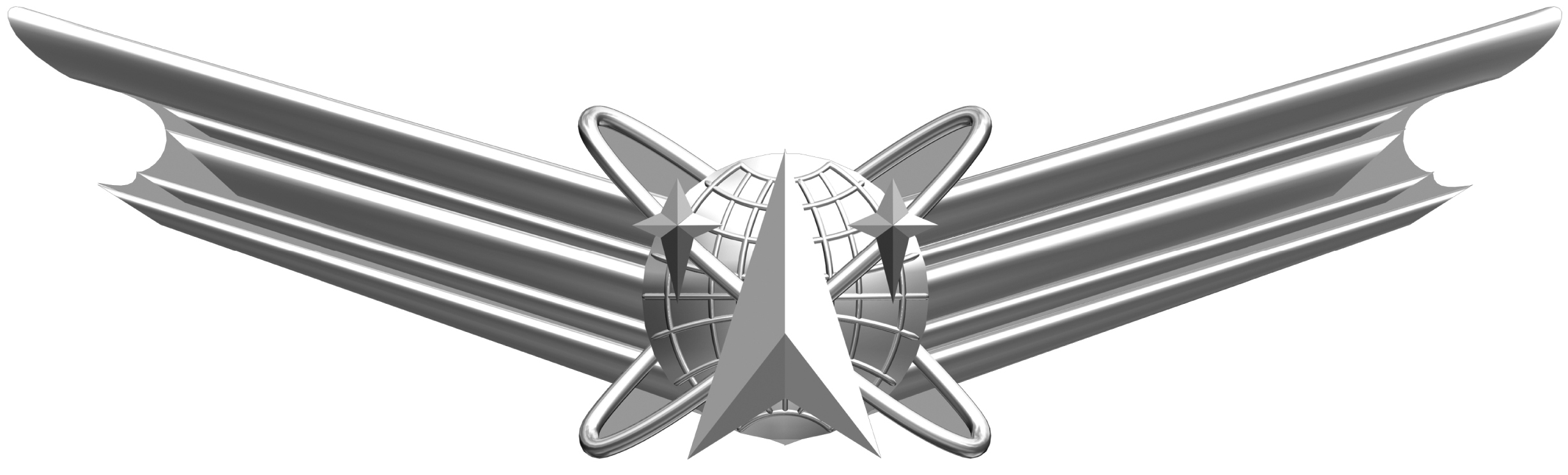
Insígnia de l'Espai
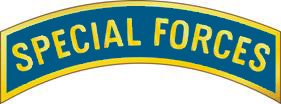
Espatllera de les Forces Especials
Espatllera dels Rangers
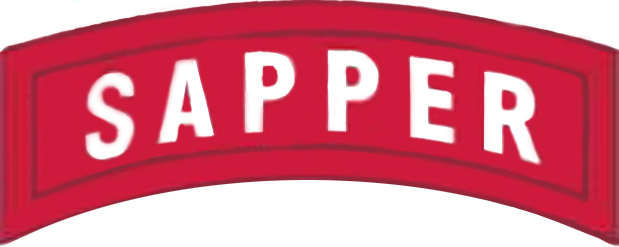
Espatllera dels Sapadors

### Grup 5

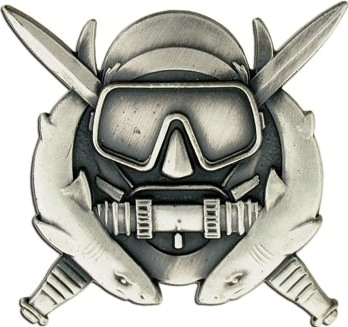
Insígnia d'Escafandrista d'Operacions Especials
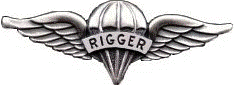
Insígnia d'Aparellador de Paracaigudes

## Insígnies de Punteria

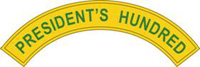
Espatllera dels Cent del President
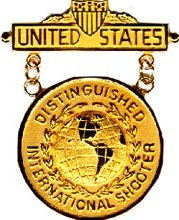
Insígnia de Tirador Distingit Internacional
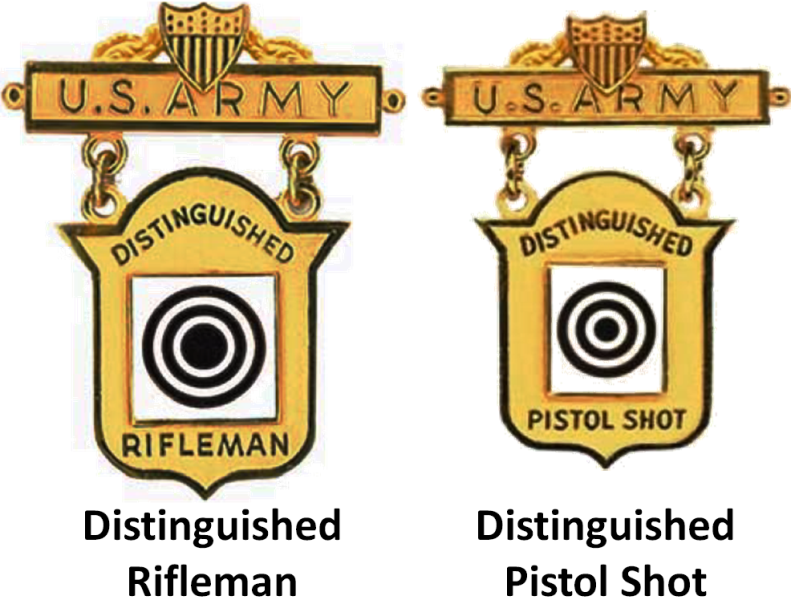
Insígnia de Tirador Distingit
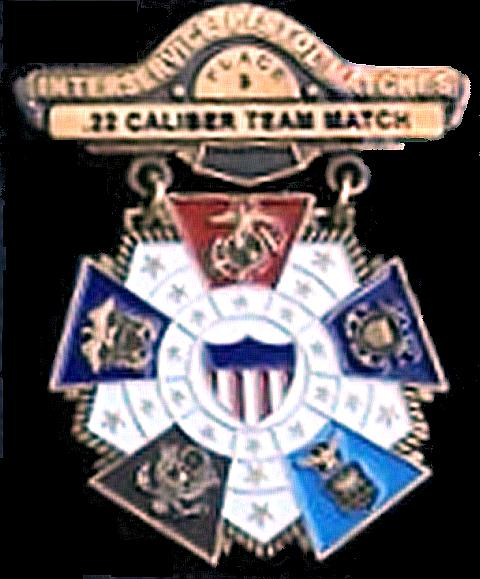
Insígnia de la Competició Interserveis
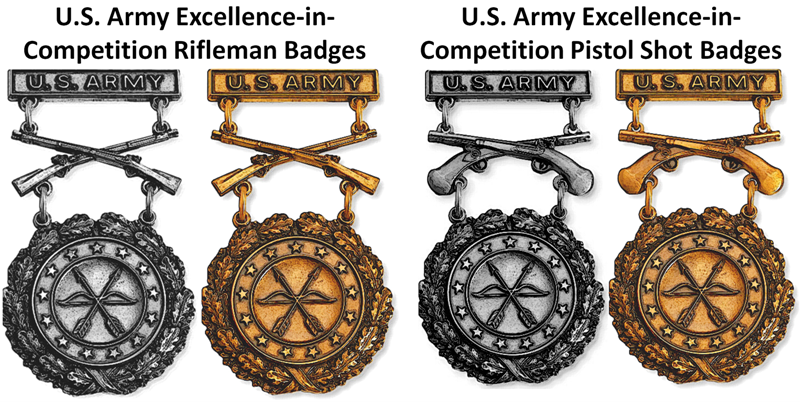
Insígnia de l'Excel·lència en Competició

## Insígnies d'Identificació

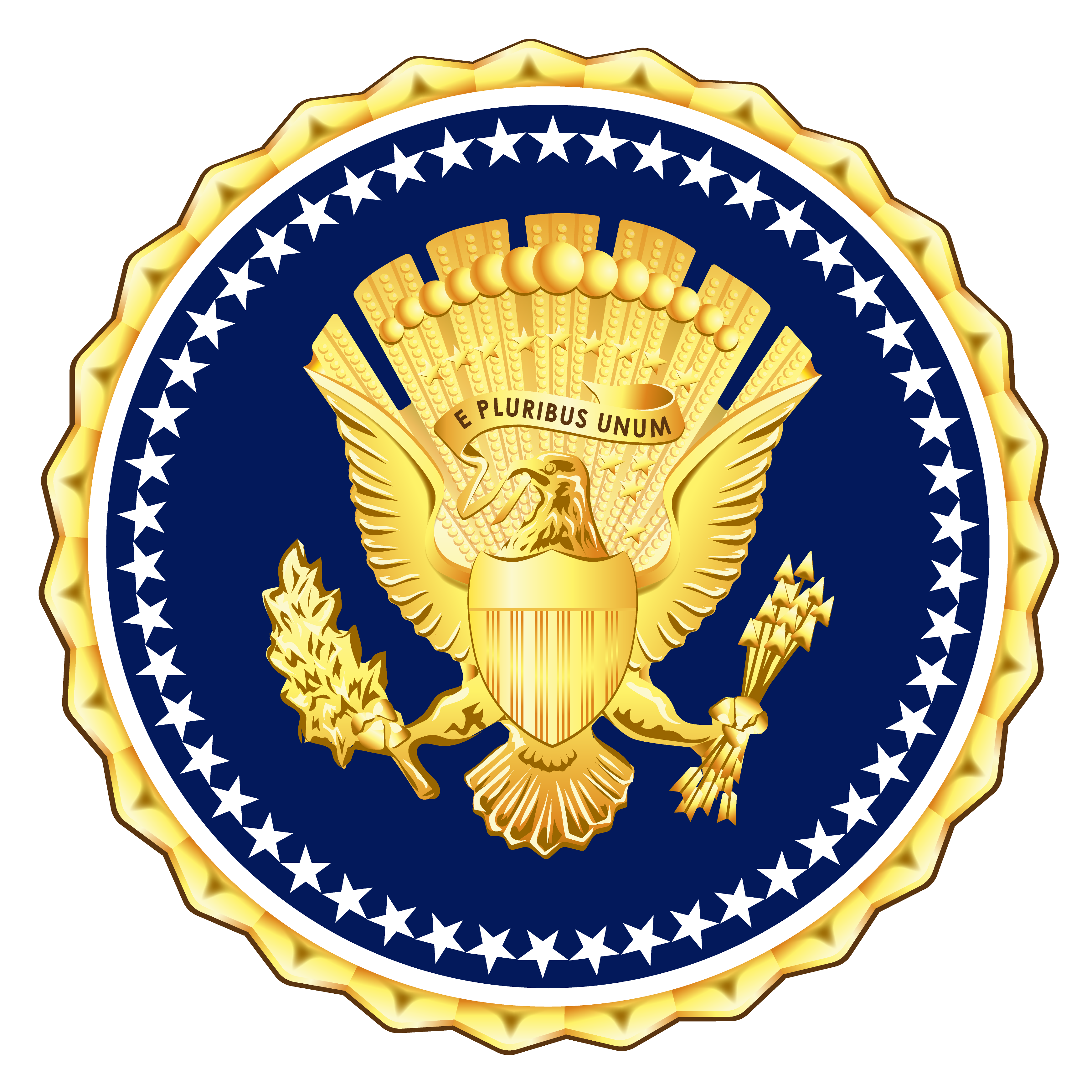
Insígnia del Servei Presidencial
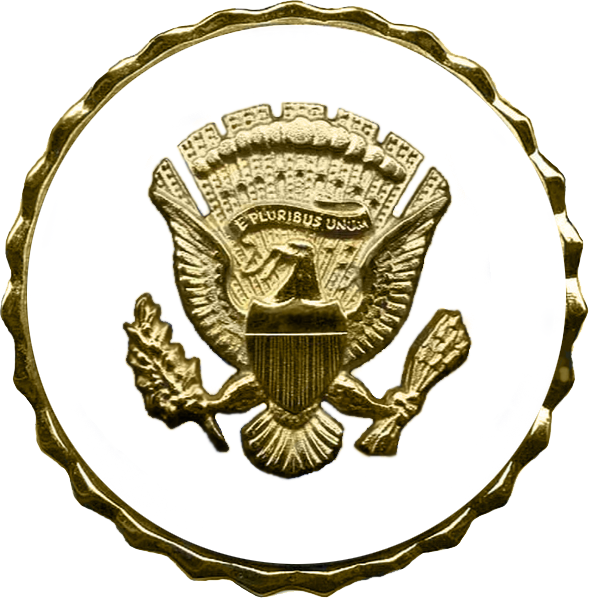
Insígnia del Servei Vice-Presidencial
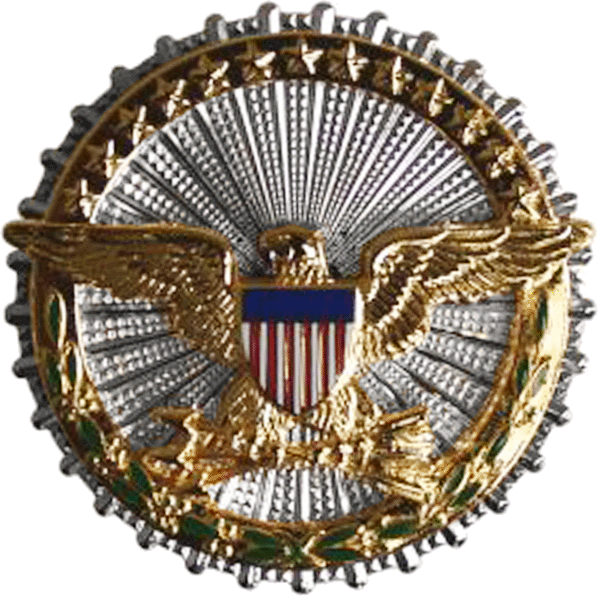
Insígnia d'Identificació de l'Oficina del Secretari de Defensa
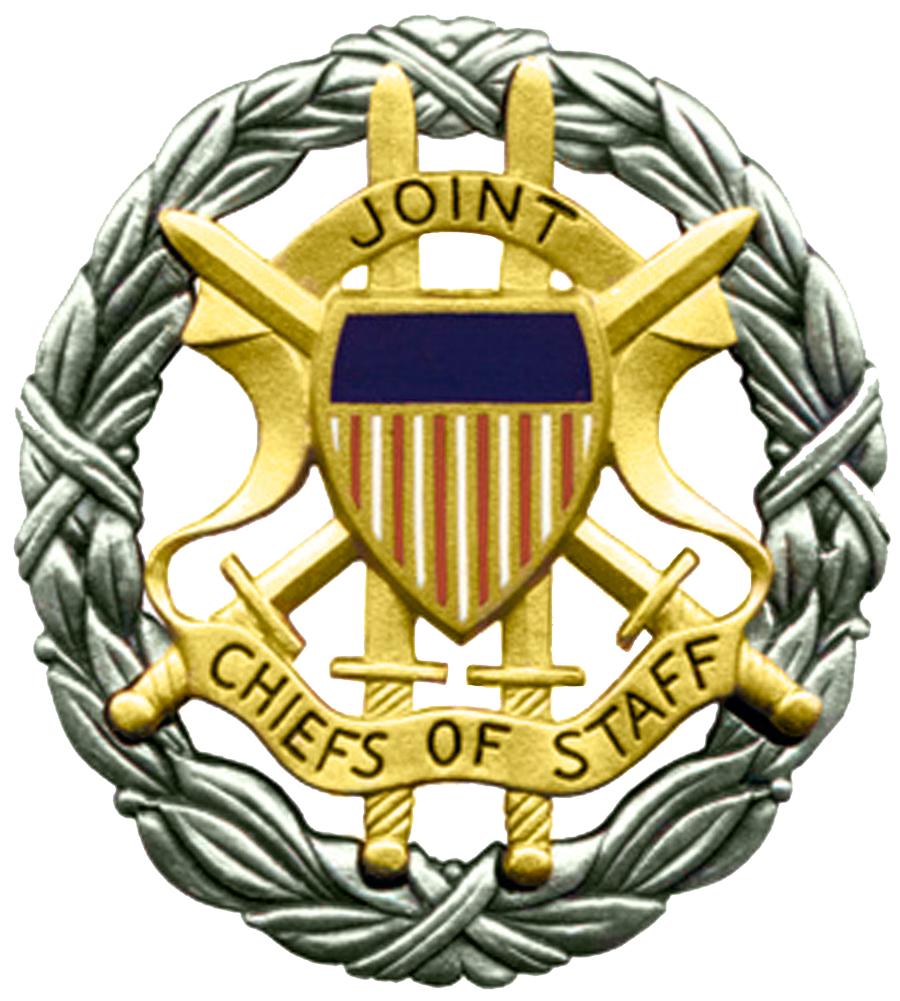
Insígnia d'Identificació de la Junta de Caps de l'Estat Major
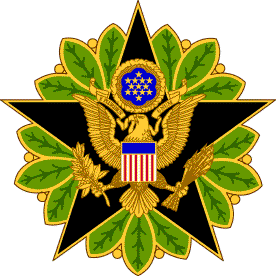
Insígnia d'Identificació de l'Estat Major de l'Exèrcit
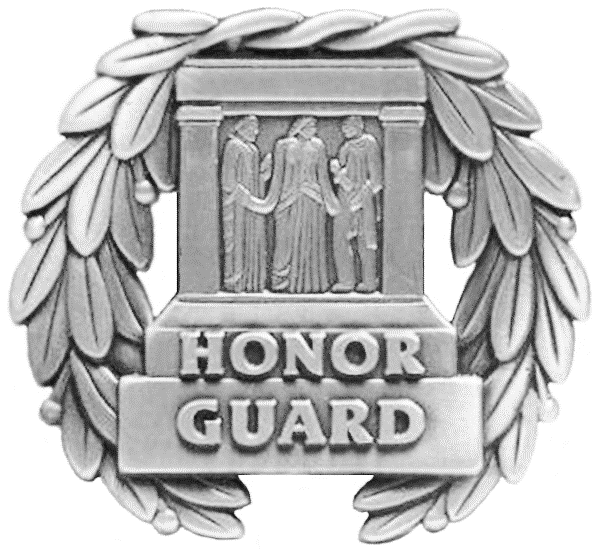
Insígnia de Guàrdia de la Tomba del Soldat Desconegut
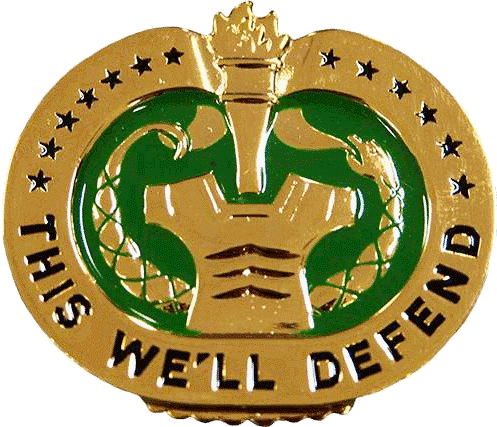
Insígnia d'Identificació de Sergent d'Instrucció
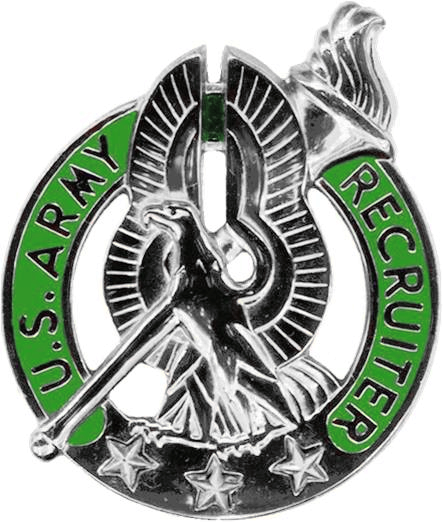
Insígnia de Reclutador
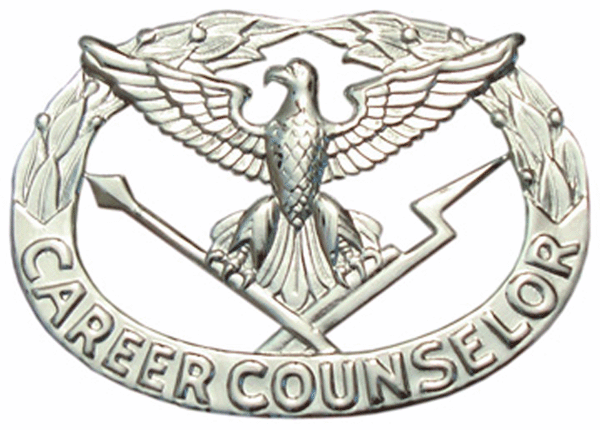
Insígnia de Conseller de Carrera
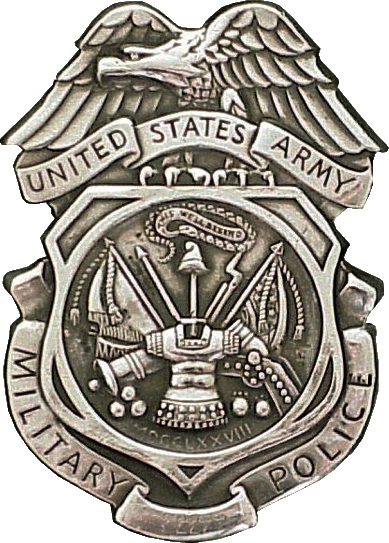
Insígnia d'Identificació de la Policia Militar
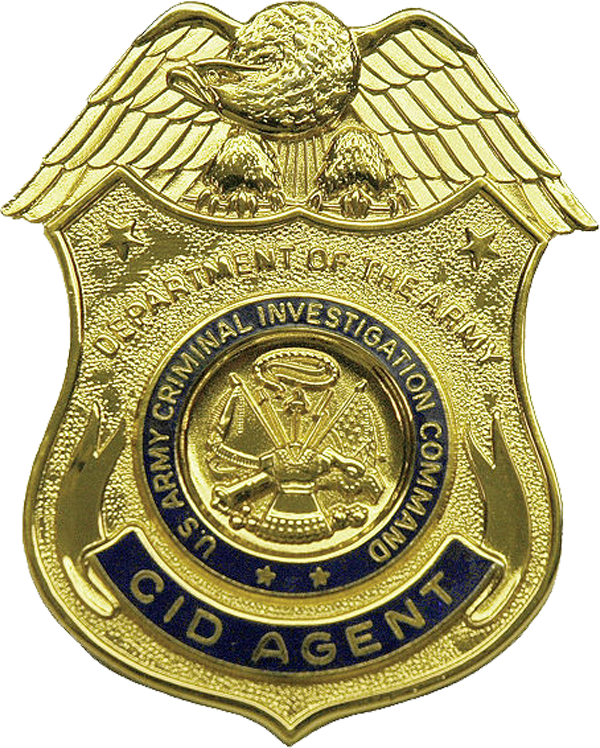
Insígnia d'Agent del Comandament d'Investigació Criminal
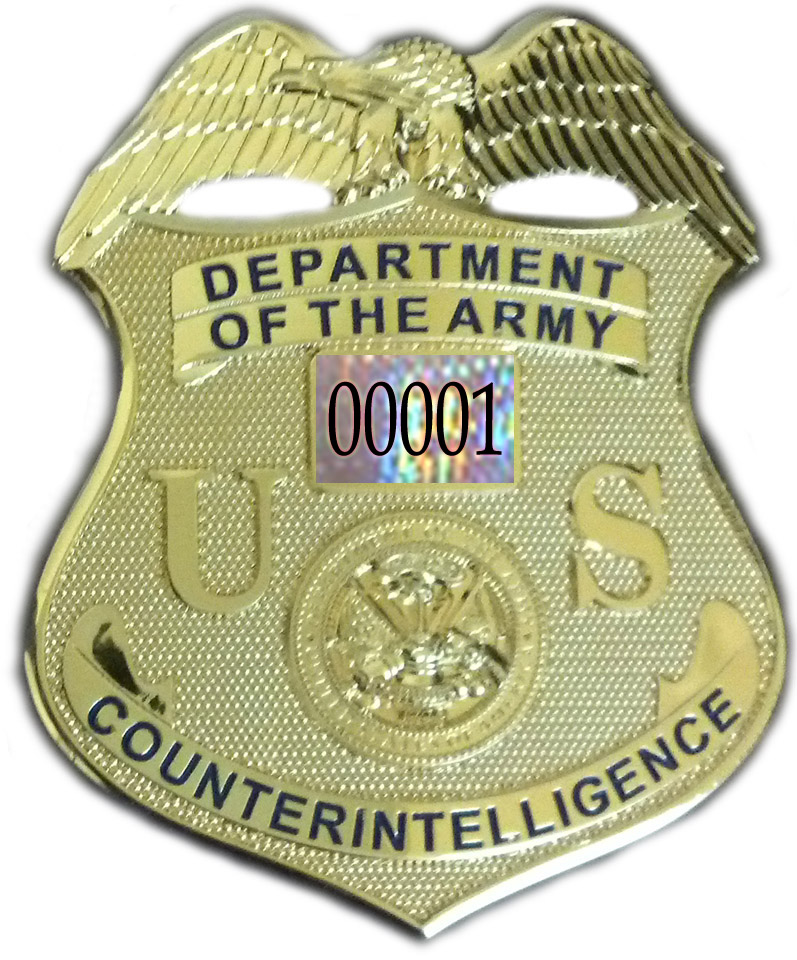
Insígnia d'Agent de Contraintel·ligència

## Altres Insígnies

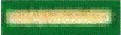
Barra del Servei a Ultramar
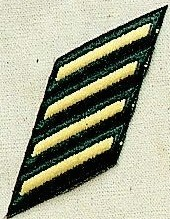
Barra de Servei
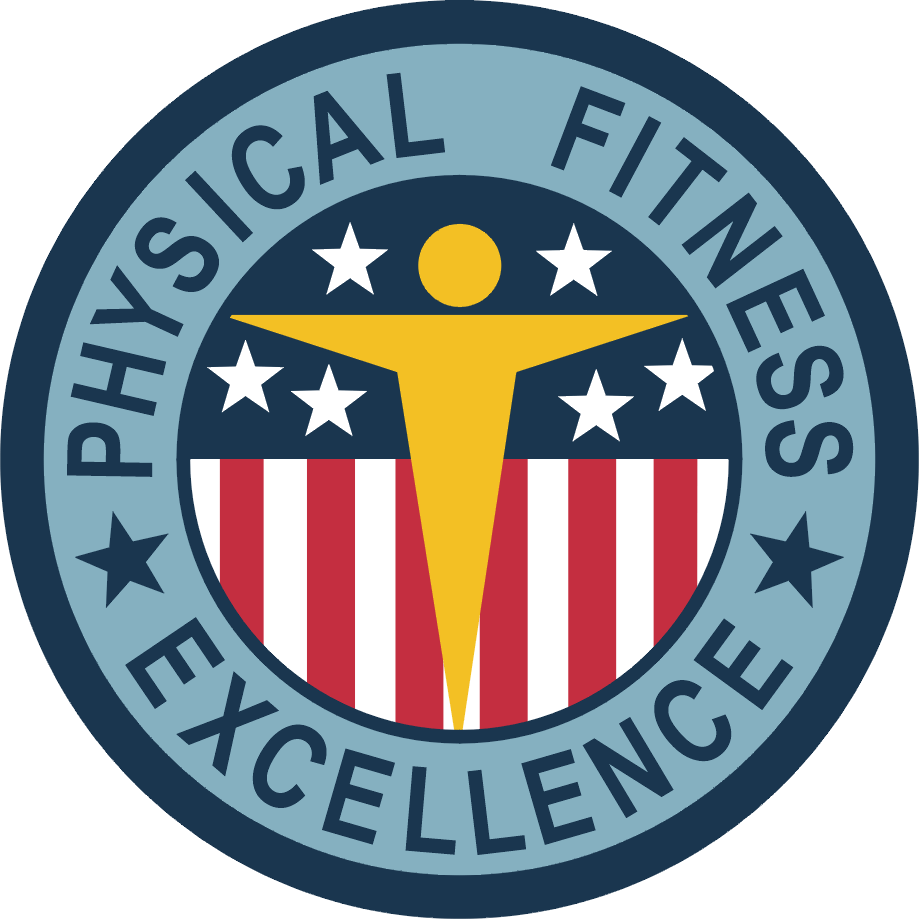
Insígnia de Nivell Físic
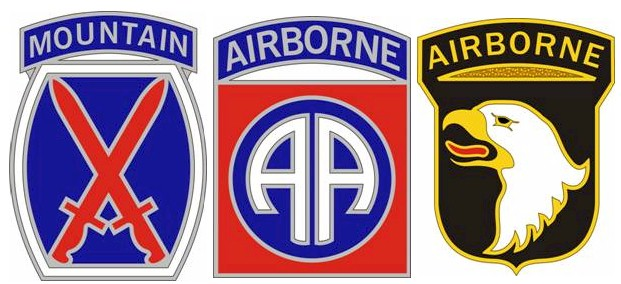
Insígnia d'identificació del servei de combat

## Insígnies de l'Exèrcit de la Guàrdia Nacional

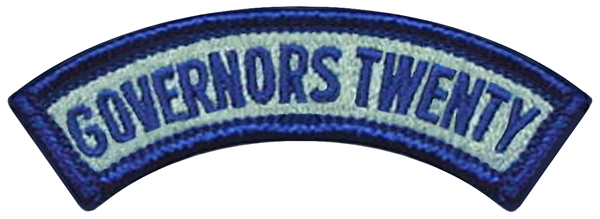
Insígnia dels 20 del Governador
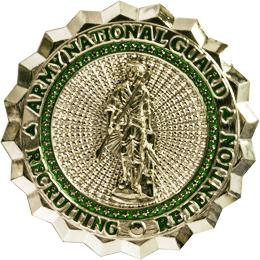
Insígnia de Reclutador de la Guàrdia Nacional